# Parafia Matki Bożej Dobrej Rady w Krakowie

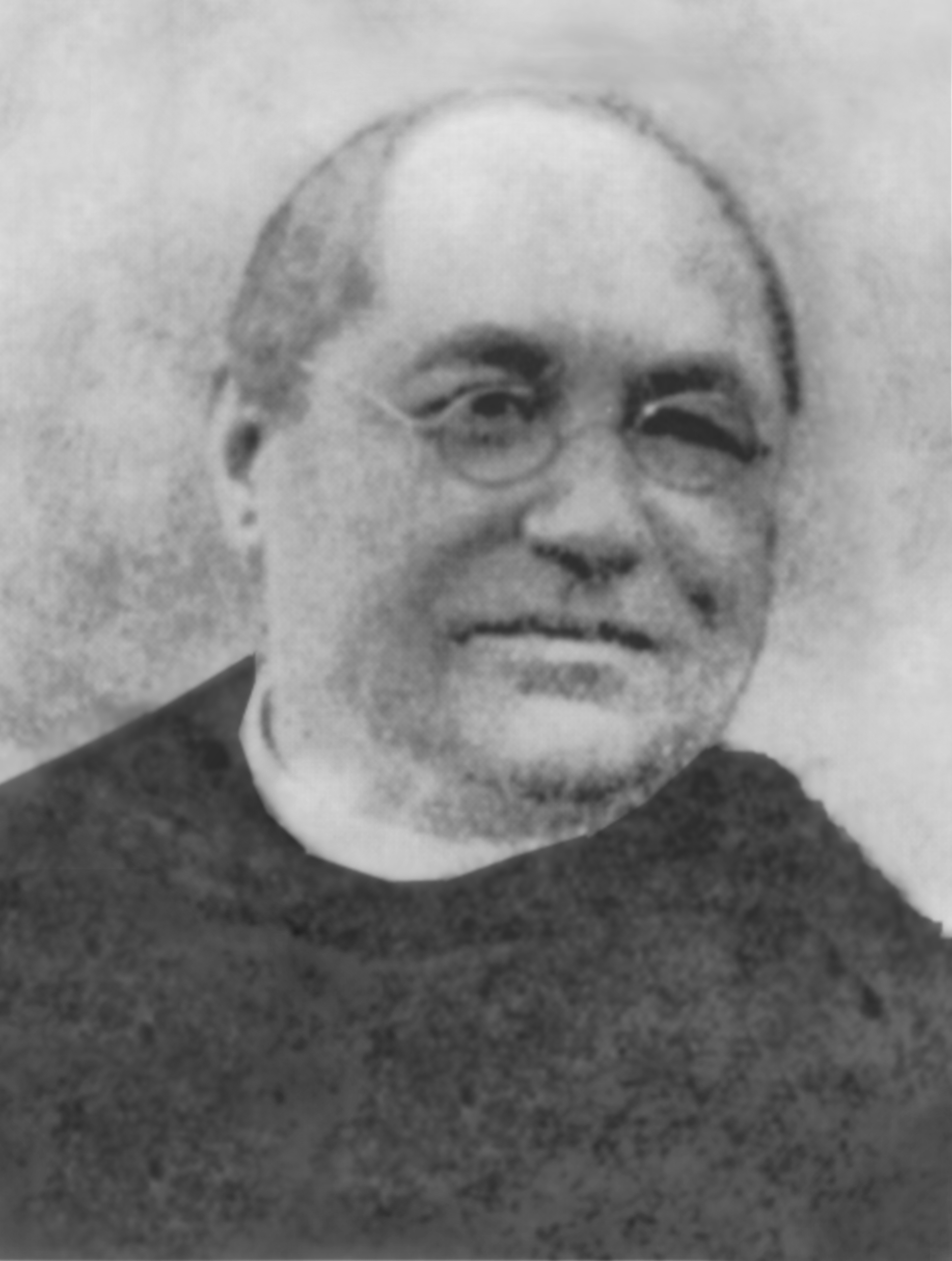
Augustianin Grzegorz Uth

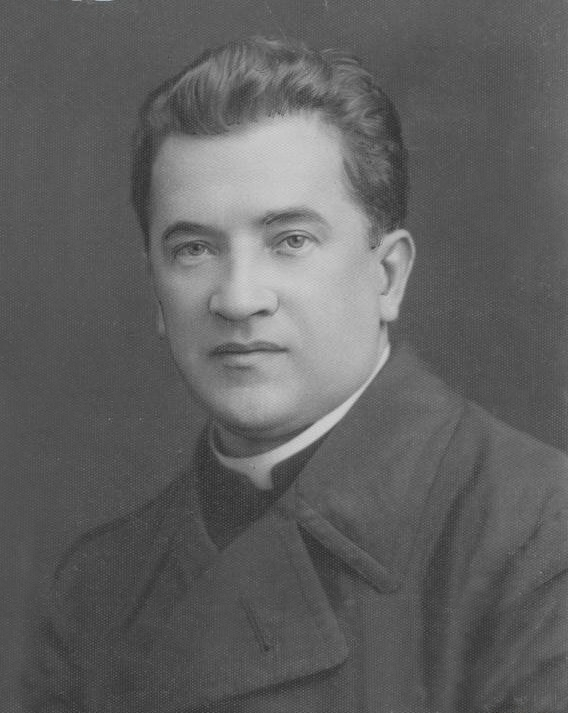
Augustianin Wilhelm Gaczek – pierwszy proboszcz parafii

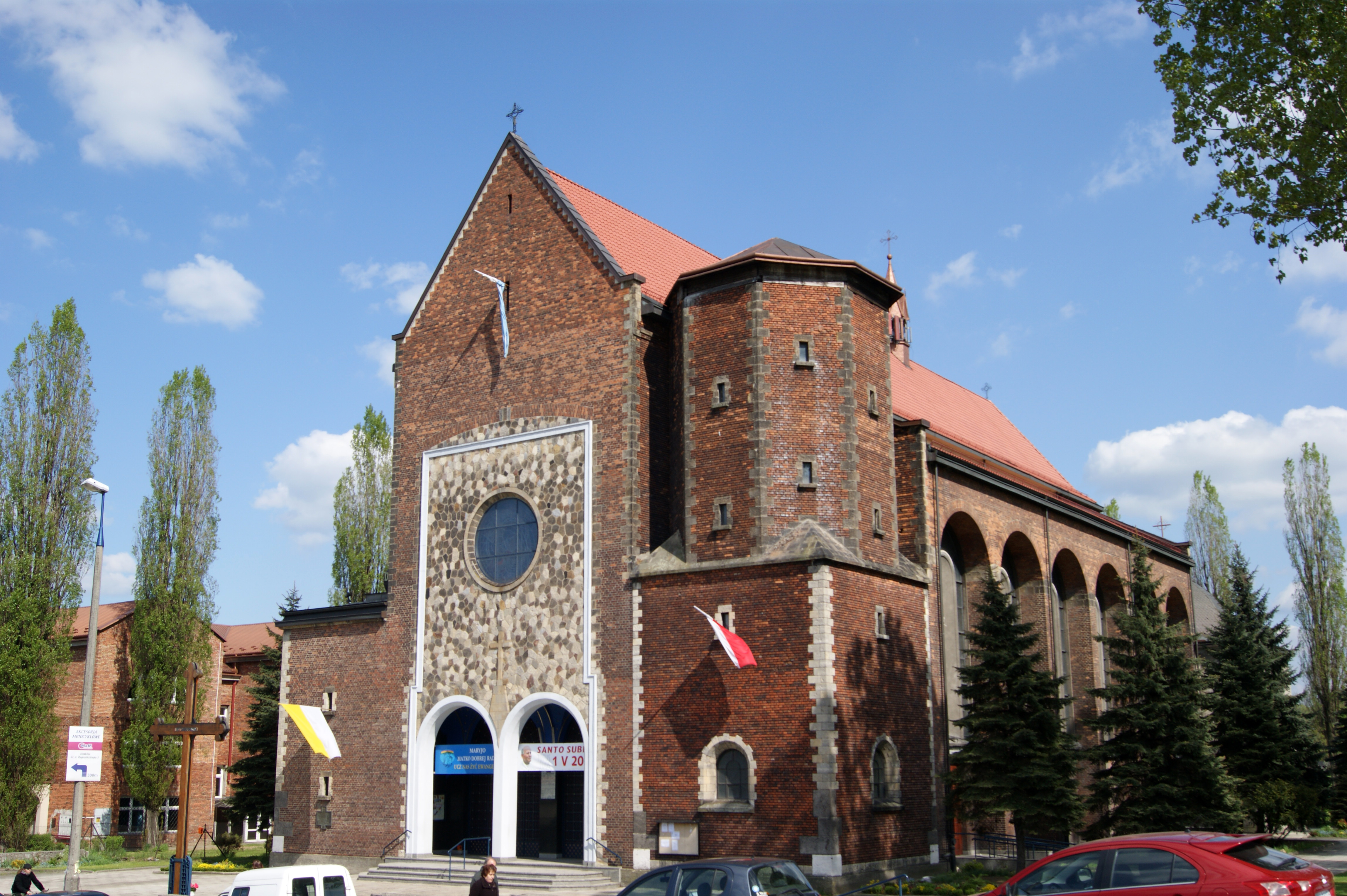
Kościół parafialny Matki Bożej Dobrej Rady

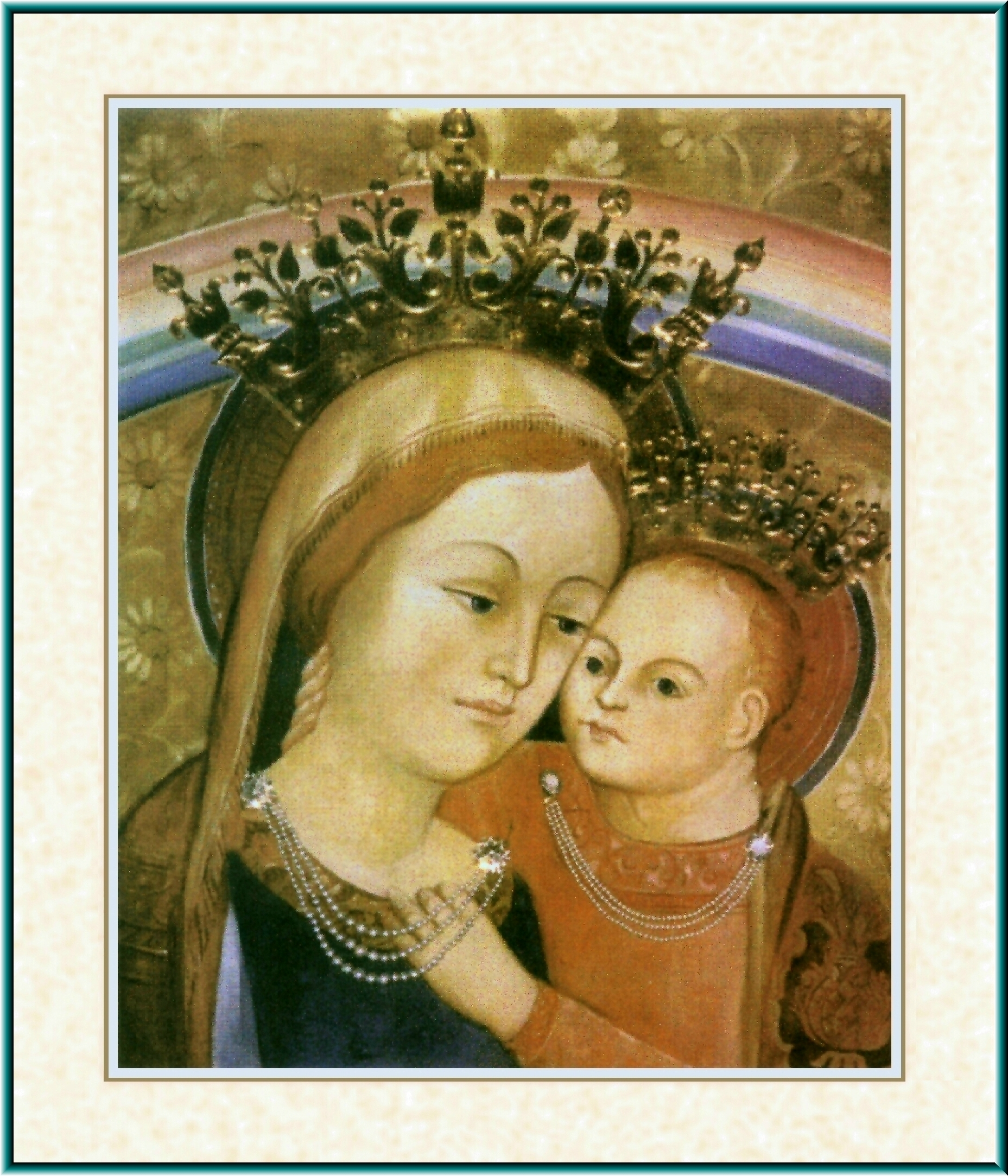
Kopia obrazu z ołtarza głównego kościoła parafialnego

Parafia Matki Bożej Dobrej Rady w Krakowie – parafia rzymskokatolicka należąca do dekanatu Kraków-Prokocim archidiecezji krakowskiej w Prokocimiu przy ulicy Dygasińskiego.

## Historia parafii
1 stycznia 1917, po wcześniejszym odsprzedaniu zespołu pałacowo-parkowego w Prokocimiu przez wdowę po Erazmie Jerzmanowskim Annę, zakonowi augustianów, na terenie byłego majątku została utworzona parafia (wydzielona z parafii w Bieżanowie). Pierwszym jej proboszczem został augustianin Wilhelm Gaczek, jednakże inicjatorem zakupu w roku 1909 majątku Jerzmanowskich i utworzenia zeń domu zakonnego oraz pierwszym kapłanem aktywnie działającym na terenie Prokocimia był augustianin Grzegorz Uth. Z jego inicjatywy, po wcześniejszym utworzeniu wspólnoty parafialnej oraz oddaniu do użytku i uroczystym poświęceniu kaplicy w dniu 21 sierpnia 1911 roku przez biskupa Anatola Nowaka w roku 1917 została oficjalnie utworzona parafia. Kaplica otrzymała wezwanie Najświętszej Marii Panny, czczonej w zakonie augustianów jako Matka Boża Dobrej Rady. Po II wojnie światowej władze PRL przejęły pałac i większość majątku, adaptując go na potrzeby domu dziecka, rolę plebanii zaś przez dłuższy czas, bo aż do roku 1972 nadal pełniły dawne dworskie czworaki. Kaplica wciąż pełniła swą funkcję kościoła parafialnego aż do momentu konsekrowania w roku 1957 nowego kościoła. Wtedy to z części kaplicy wyodrębniono powierzchnię, na której utworzono dodatkowe salki katechetyczne, zaś w pozostałej części nadal regularnie odprawiano msze święte i nabożeństwa. Po powrocie na teren parafii augustianów i odzyskaniu reszty dawnego majątku, kaplica przejęła funkcję kościoła rektoralnego i pełni ją do dziś.
Na przełomie lat 60. 70. XX wieku, w związku z wybudowaniem w pobliżu nowego osiedla – Na Kozłówce, a w latach 70. 80. – Nowy Prokocim, parafia zaczęła się mocno rozrastać pod względem liczebności wiernych, w związku z czym wydzielono jej wschodnią część i na tych terenach utworzono a 1 lutego 1983 założono parafię Miłosierdzia Bożego dla nowo-wybudowanego osiedla Nowy Prokocim. Nowy kościół parafialny pw. Miłosierdzia Bożego poświęcono w roku 1999.
W roku 1998 oddano do użytku część mieszkalną (plebanię) wciąż budowanego nowego kompleksu – Domu Parafialnego.
Parafia była również siedzibą władz dekanatu Kraków-Prokocim, gdyż ks. prałat Florian Kosek pełnił funkcję dziekana. Parafia wydawała własny miesięcznik „Dobra Rada” poświęcony życiu parafii, miała również swoją stronę w „Informatorze Dekanalnym” – gazetce ukazującej się co dwa tygodnie na terenie dekanatu Kraków-Prokocim.
W 2017, z okazji 100-lecia powstania parafii, abp Marek Jędraszewski dokonał koronacji koronami biskupimi obrazu Matki Bożej Dobrej Rady.

## Świątynie na terenie parafii
- Kościół parafialny Matki Bożej Dobrej Rady

Budowę kościoła parafialnego rozpoczęto już przed wojną w 1931 roku, którą ukończono dopiero w 1957 roku, dzięki staraniom proboszcza Bonifacego Woźnego. Kościół konsekrowano 24 listopada 1957 przez abp Eugeniusza Baziaka.
Na początku XXI wieku przeprowadzono generalny remont wnętrza i uświetniono wygląd świątyni wieloma witrażami i malowidłami ściennymi. Trwająca (z przerwami) 85 lat budowa kościoła została zakończona w 2017 roku. Kościół mieści się przy ulicy Prostej, a jego monumentalna bryła jest charakterystycznym punktem okolicy.
- Kościół rektoralny św. Mikołaja z Tolentino

Na terenie parafii znajduje się klasztor zakonu augustianów zlokalizowany przy ul. Górników, w dawnym dworku Jerzmanowskich, przy którym znajduje się pierwszy oficjalny aż do roku 1957 (oddanie do użytku nowego kościoła) kościół parafialny w zaadaptowanych wówczas do tego celu dawnych stajniach dworskich, później jako parafialna kaplica i salki katechetyczne a obecnie kościół rektoralny św. Mikołaja z Tolentino (przez parafian nadal zwyczajowo nazywany kaplicą), położony przy malowniczym parku im. Anny i Erazma Jerzmanowskich.

## Proboszczowie
- o. Wilhelm Bolesław Gaczek OSA – 1.01.1917 – 15.05.1937 (zginął w Oświęcimiu 17.11.1941)
- o. Hilary Alfons Kurowski OSA – 1.05.1937 – 15.02.1942 (zmarł w 1975)
- o. Hieronim Józef Struszczak OSA – 15.02.1942 – 1.10.1947 (zmarł 06.02.1990)
- o. Bonifacy Woźny OSA – 1.10.1947 – 14.07.1950
- o. Zbigniew Zalewski OSA – 1.08.1950 – 14.07.1950
- ks. Ignacy Sidzina – 1.08.1950 – 1.10.1950 administrator
- ks. Walenty Przebinda – 1.10.1950 – 10.02.1955
- ks. Bonifacy Woźny – 10.02.1955 – 15.02.1978
- ks. Stanisław Górecki – 15.02.1978 – 27.06.1997 (przeniesiony do parafii Jabłonka, zmarł 1.06.2010)
- ks. prałat Florian Kosek – 27.06.1997 – 30.06.2012 (przybył z parafii Jabłonka, zamieszkanie w tutejszej parafii)
- ks. Zbigniew Bielas – 1.07.2012 – 30.06.2019 (wcześniej wizytator katechetyczny rejonu I, zamieszkiwał w parafii Wniebowzięcia NMP (kościół Mariacki), mianowany Kustoszem Sanktuarium Bożego Miłosierdzia w Krakowie-Łagiewnikach)
- ks. Marian Pietraszko – 1.07.2019 – nadal (przybył z parafii Kwaczała)

## Wspólnoty parafialne
- Rada parafialna
- Akcja Katolicka
- Arcybractwo Honorowej Straży Najświętszego  Serca Pana Jezusa
- Róże Żywego Różańca
- Grupa Misyjna
- Zespół Caritas
- Biuro Radia Maryja
- Neokatechumenat
- Grupa AA, Al-Anon
- Grupa Apostolska Młodzieży
- Służba Liturgiczna
- Schola
- Chór Parafialny
- Ruch Światło-Życie

## Zasięg parafii
Do parafii należą wierni mieszkający w Krakowie (ulice: Andrusikiewicza, Balickiego, Bardowskiego, Bieżanowska (od początku do cmentarza), Bilskiego, Braterska, Chłopska, Czechowicza, Czorsztyńska, Darasza, al. Dygasińskiego, Facimiech, Gersona, Gierymskich, Górników, Jarosławska, Jasińskiego, Jesienna, Kallimacha, Karpacka, Kolejowa, Konwaliowa, Kosiarzy, Kozietulskiego (domki jednorodzinne), Legionów, Libery, Małkowskiego, Marzanny, Młodzieży, Morawiańskiego, Muzyków, Nad Potokiem, Na Kozłówce, Na Wrzosach, Niedzicka, Nowosądecka z wyj. bloku nr 31, Okólna, Podmiłów, Polonijna, Popławskiego, Prosta, Rożena, Ruciana, Seweryna, Siostrzana, Smolarzy, Smolna, Snycerska, Solarzy, Spółdzielców z wyjątkiem nrów 12, 15, 17, Stattlera, Szara, ks. Ściegiennego – domki jednorodzinne bez bloków, Śnieżna, Udzieli, Wielicka (część), Wlotowa, Wojnicka, Wolska, Za Lipkami, Żabia, Żniwna i Żurawia).